# Victoria sphrigon
Victoria sphrigon är en fjärilsart som beskrevs av Louis Beethoven Prout 1930. Victoria sphrigon ingår i släktet Victoria och familjen mätare. Inga underarter finns listade i Catalogue of Life.